# Voyage au pays de la quatrième dimension
Pour les articles homonymes, voir Quatrième dimension.
Voyage au pays de la quatrième dimension  est une anthologie de récits conjecturaux de l'écrivain français Gaston de Pawlowski publiée en 1912 aux éditions Eugène Fasquelle. Les chapitres, qui composent ce volume, sont issus d'articles publiés dans les revues L'Auto et Comœdia entre 1909 et 1912.

## Un classique de la science-fiction
Considéré par l'essayiste Pierre Versins, comme un classique de la science-fiction française, ce recueil de nouvelles conjecturales permet à Gaston de Pawlowski de dresser une histoire du futur où il détaille ses réflexions et ses spéculations philosophiques sur l'avenir de l'humanité.
Initialement publiés dans les revues L'Auto et Comœdia entre 1909 et 1912, ces courts récits, quelquefois remaniés, sont ensuite compilés dans un unique volume paru en 1912, sous le titre Voyage au pays de la quatrième dimension.
S'il reprend le concept de « quatrième dimension », déjà développé notamment par le mathématicien Charles Howard Hinton avec son essai Qu'est-ce que la quatrième dimension ? (1882) et par le théologien Edwin Abbott Abbott dans le récit allégorique Flatland (1884), Gaston de Pawlowski en fait cependant un lieu littéraire. Le narrateur raconte ainsi ses voyages dans le futur permis par la quatrième dimension, et en dresse un catalogue de faits extraordinaires.
Par ailleurs, lorsqu'il compose son œuvre Le Grand Verre entre 1915 et 1923, Marcel Duchamp s'inspire du ton humoristique développé par Gaston de Pawlowski dans Voyage au pays de la quatrième dimension.

## Publications françaises
L'ouvrage paraît en format relié pour la première fois en 1912. Cependant, sa version définitive correspond à la réédition de 1923, qui est augmentée d'un examen critique et de quelques chapitres.
- Librairie Charpentier Fasquelle, 1912.
- Fasquelle, 1923, édition définitive (ill. Léonard Sarluis).
- La Boétie, 1945 (ill. Jean Tauriac).
- Denoël, coll. « Présence du futur » no 56, 1962.
- Images Modernes, coll. « Inventeurs de formes », 2004.